# تحايل (أحياء)
التحايل  (بالإنجليزية: Cheating) هو مصطلح يستخدم في علم البيئة السلوكي لوصف سلوك الحيوان وهو الذي تتلقاه الكائنات الحية بفائدة على حساب الكائنات الحية الأخرى. التحايل شائع في العديد من العلاقات المتبادلة والإيثارية. التحايلاش هو الفرد الذي لا يتعاون (أو يتعاون أقل من نصيبه العادل) ولكن يمكن أن تعود بالفائدة على المتعاونين الآخرين. التحايلاشون هم أيضا أولئك الذين يستخدمون الأنانية كموارد مشتركة لتحقيق أقصى قدر من الصلاحية الفردية على حساب مجموعة معينة. الاصطفاء الطبيعي يُفضل التحايل، ولكن هناك آليات لتنظيمه.

## النماذج النظرية
الكائنات الحية تتواصل وتتعاون لتقديم مجموعة واسعة من السلوكيات التقايضية، أو للتفاعل المتبادل للمنفعة بين الأنواع وهو أمر شائع في النظم الإيكولوجية. ويمكن اعتبار هذه التفاعلات «أسواقا بيولوجية» تقدم فيها الأنواع لشركاء بضائع غير مكلفة نسبيا بالنسبة لهم لإنتاج وتلقي السلع التي هي أكثر تكلفة أو حتي من المستحيل لهم الإنتاج. ومع ذلك، فإن هذه النظم توفر فرصا للاستغلال من قبل الأفراد الذين يمكنهم الحصول على الموارد في حين أنها لا توفر شيئا في المقابل. ويستطيع المستغلون أن يتخذوا أشكالا عديدة، كأفراد خارج علاقة متبادلة يحصلون على سلعة بطريقة لا تمنح أي فائدة لأي من الطرفين المتبادلين، أو كالأفراد الذين يحصلون على مزايا من شريك ما، بل قد يفقدون القدرة على إعطاء أي عائد، أو الأفراد الذين لديهم خيار التصرف بشكل تعاوني تجاه شركائهم ولكنهم اختاروا عدم القيام بذلك.
التحايلاشون، الذين لا يتعاونوا ولكن يستفيدون من الآخرين الذين يتعاونون «اكتساب ميزة تنافسية». في سياق تطوري، هذه الميزة التنافسية تشير إلى قدرة أكبر على البقاء على قيد الحياة أو إعادة إنتاج. إذا كان الأفراد الذين يتحايلون قادرون على الحصول على البقاء والفوائد الإنجابية في حين تكبد أي تكاليف، فإن الانتقاء الطبيعي ينبغي أن يُفضل التحايلاشون. ما بعد ذلك تقدم التحايلاشين من النظم المتبادلة التقليل؟ ويتمثل أحد العوامل الرئيسية في أن مزايا التحايل غالبا ما تعتمد على التردد. يحدث اختيار يعتمد على التردد عندما يعتمد صلاحية النمط الظاهري على ترددها بالنسبة إلى المظاهر الأخرى في عدد السكان. ظواهر التحايلاش غالبا ما تظهر سلبية تعتمد على التردد الاختياري، حيث يزيد الصلاحية كما يصبح النمط الظاهري أقل شيوعا والعكس بالعكس. وبعبارة أخرى، التحايلاشين يفعلون الأفضل (من حيث الفوائد التطورية مثل زيادة البقاء على قيد الحياة والتكاثر) عندما يكون هناك عدد قليل نسبيا منهم، ولكن كلما أصبح التحايلاشين أكثر وفرة، فإنها تزداد سوءا.
على سبيل المثال، في المستعمرات القولونية المهاجرة، هناك تحايلاشون حساسون للمضادات الحيوية التي تستمر بأعداد قليلة على وسائل المضادات الحيوية، عندما تكون في مستعمرة تعاونية. يتمتع هؤلاء التحايلاشون بفوائد الآخرين الذين ينتجون عوامل مقاومة للمضادات الحيوية بينما لا يتكاثروا. ومع ذلك، مع زيادة الأرقام، إذا استمرت في عدم إنتاج وكيل المضادات الحيوية لأنفسهم، فهم أكثر عرضة للتأثر سلبا من ركيزة المضادات الحيوية لأن هناك عامل مضاد حيوي أقل لحماية الجميع. وهكذا، يمكن للتحايلاشين الإستمرار في التكاثر لأن سلوكهم الاستغلالي يعطيهم ميزة عندما تكون موجودة في الترددات المنخفضة ولكن هذه الفوائد تتضاءل عندما تكون أكبر في العدد.
قد اقترح آخرون أن التحايل (السلوك الاستغلالي) يمكن أن يحقق الاستقرار في التعاون في النظم المتبادلة. في العديد من النظم المتبادلة، سيكون هناك فوائد لردود أفعال تلك التي تتعاون. على سبيل المثال، يمكن تحسين الصلاحية لكلا الشريكين. إذا كان هناك مكافأة عالية أو العديد من الفوائد للفرد الذي بدأ السلوك التعاوني، ينبغي اختيار التبادل له. فعندما قام الباحثون بالتحقيق في التطور المشترك للتعاون والاختيار في مضيف مختار ومضمونه (كائن حي يعيش في علاقة تعود بالفائدة على جميع الأطراف المعنية)، أشار نموذجهم إلى أنه على الرغم من اختيار الخيار والتعاون في البداية، تكون العلاقة غير مستقرة. وبعبارة أخرى، سيختار شريك تعاوني شريك تعاون آخر إذا أعطي خيارا. ومع ذلك، إذا تم إجراء هذا الاختيار مرارا وتكرارا، تتم إزالة الاختلاف ولن يعد من الممكن الحفاظ على هذا الاختيار. وهذا الوضع مشابه لمفارقة ليك بارادوكس في اختيار الإناث. على سبيل المثال، في مفارقة ليك، إذا كانت الإناث تختار باستمرار لصفات ذكر معينة، ينبغي في نهاية المطاف القضاء على التباين الوراثي لهذه السمة، وإزالة فوائد الاختيار. ومع ذلك، فإن هذا الخيار لا يزال قائما على نحو ما.
ما يحافظ على التباين الجيني في مواجهة الانتقاء المتبادل (السلوك التعاوني)؟ نظرية واحدة هي أن التحايل يحافظ على هذا الاختلاف الجيني. وأظهرت إحدى الدراسات أن التدفق الصغير للمهاجرين الذين ميلهم إلى التعاون أقل يمكن أن يولد تغييرا جينيا كافيا لتحقيق الاستقرار في الاختيار من أجل التبادل. وهذا يوحي بأن وجود الأفراد الاستغلاليين، المعروفين باسم التحايلاشين، يسهمون في الاختلاف الوراثي الكافي للحفاظ على تبادلية نفسها. نظرية سلبية معتمدة على التردد تشير إلى أن التحايل موجود كجزء من إستراتيجية تطور مختلطة مستقرة مع التبادلية. وبعبارة أخرى، التحايل هو إستراتيجية مستقرة يستخدمها الأفراد في عدد السكان حيث يتعاون العديد من الأفراد الآخرين. دراسة أخرى تدعم أن التحايل يمكن أن يوجد كاستراتيجية مختلطة مع التبادلية باستخدام نموذج لعبة رياضية. وهكذا، يمكن أن ينشأ التحايل ويحافظ علي السكان المتبادلين. 

## أمثلة

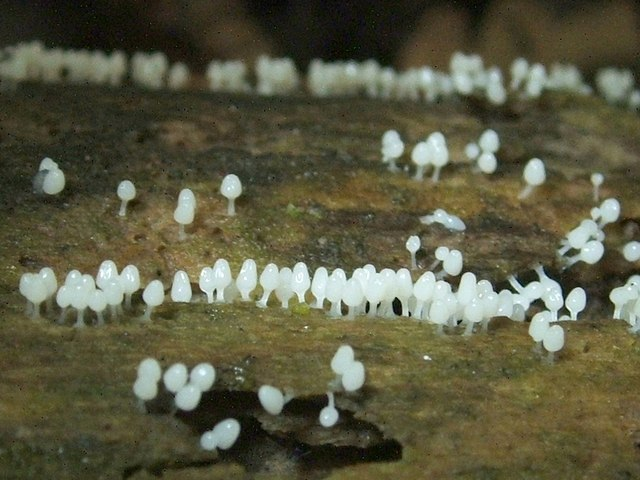
مطاردة الوحل العفن واثمار الأجسام

يوجد دراسات حول التحايل والاتصال غير الشريفة في السكان تفترض مسبقا وجود نظام كائن حي يتعاون. وبدون وجود جماعات سكانية لها إشارات وتفاعلات بين الأفراد، لا تظهر سلوكيات مثل التحايل. وبعبارة أخرى، من أجل دراسة سلوك التحايل، هناك حاجة إلى نظام نموذجي يشارك في التعاون. كالنماذج التي توفر نظرة ثاقبة على التحايل وتشمل الأميبا ديكتيوستيليوم ديسكوديوم الاجتماعية. الحشرات الاجتماعية، مثل النمل، النحل، والدبابير. والتفاعلات المحددة وجدت في تنظيف التبادل. ومن الأمثلة الشائعة لتنظيف متبادلات الأسماك النظيفة مثل الأشجار والجبال، وبعض روبيان الأنظف.

### في الديكتيوستيليوم ديسكوديوم
الديكتيوستيليوم ديسكوديوم هو نموذج يستخدم على نطاق واسع للتعاون والتطوير متعدد الخلايا. هذا النوع من الأميبا هي الأكثر شيوعا وجدت في صيغة صبغية، حالة واحدة للخلية التي تتغذى بشكل مستقل وتخضع للتكاثر الجنسي. ومع ذلك، عندما تتسبب ندرة مصادر الغذاء إلي تجويع الخلايا الفردية، ما يقرب من 10⁴ إلى 10⁵ خلايا تتجمع لتشكيل هيكل متنقل متعدد الخلايا يطلق عليه اسم «رخوي». في البرية تحتوي المجاميع عموما على أنماط وراثية متعددة، مما يؤدي إلى مخاليط خيالية. وعلى عكس المجاميع النسلية (المتطابقة وراثيا) الموجودة عادة في الكائنات متعددة الخلايا، توجد إمكانية التنافس في المجاميع الخيمرية. على سبيل المثال، لأن الأفراد في المجاميع يحتويون على جينومات مختلفة، يمكن أن تؤدي الاختلافات في الصلاحية إلى تضارب في المصالح بين الخلايا في المجموع، حيث يمكن أن تتنافس أنواع وراثية مختلفة ضد بعضها البعض للحصول على الموارد والتكاثر. في الديكتيوستيليوم ديسكوديوم، ما يقرب من 20٪ من الخلايا تصبح ميتة لتكوين ساق من جسم مثمر. ال 80٪ المتبقية من الخلايا تصبح جراثيم في جسد الجسم المثمر، والتي يمكن أن تنبت مرة أخرى مرة واحدة فالشروط هي أكثر ملاءمة. في هذه الحالة، 20٪ من الخلايا يجب أن تتخلى عن الاستنساخ بحيث تشكل الجسم المثمر بنجاح. وهذا يجعل المجاميع خيالية من الديكتيوستيليوم ديسكوديوم عرضة لأفراد التحايل التي تستفيد من السلوك الإنجابي دون دفع التكلفة العادلة. وبعبارة أخرى، إذا كان بعض الأفراد يميلون إلى أن يصبحوا جزءا من الجذور بشكل أكثر تواترا، يمكنهم الحصول على فائدة أكبر من نظام الجسم المثمر دون التضحية بفرصهم الخاصة للتكاثر. سلوك التحايل في (D). ديسكوديوم راسخ، وقد حاولت العديد من الدراسات لتوضيح الآليات التطورية والجينية الكامنة وراء السلوك. وجود جينوم (34Mb) الذي هو تسلسل تماما ومعلنًا جيدًا يجعل (D). ديسكوديوم نموذجا مفيدا في دراسة القواعد الوراثية والآليات الجزيئية للتحايل، وبمعنى أوسع، التطور الاجتماعي.

### في الحشرات الاجتماعية
الحشرات الاجتماعية أيضا بمثابة أدوات قيمة في دراسة التحايل. وتتفاعل الحشرات الاجتماعية مع التعاونيات، حيث يتخلى الأفراد عن الاستنساخ لمساعدة بعض الأفراد على التكاثر. مثل هذه النظم النموذجية تنطوي على احتمال نشوء تضارب في المصالح بين الأفراد، وبالتالي من المحتمل أن يحدث تحايل. الحشرات الاجتماعية لترتيب تحايلائية الأجنحة، والتي تشمل النحل والدبابير، تظهر أمثلة جيدة على تضارب المصالح الموجودة في مجتمعات الحشرات. في هذه النظم، يمكن أن للنحل والدبابير التزاوج ووضع البيض المخصب الذي يفقس في الإناث. من ناحية أخرى، يمكن للعمال من معظم الأنواع في تحايلائية الأجنحة إنتاج البيض، ولكن لا يمكن أن تنتج البيض المخصب بسبب فقدان القدرة علي التزاوج. إن العمال الذين ينتجون البيض يمثلون عبء علي المستعمرة لأن العمال الذين يضعون البيض غالبا ما يقومون بعمل أقل بكثير، وبالتالي يؤثر سلبا على صحة المستعمرة (على سبيل المثال: نقص كمية الطعام الذي تم جمعه، أو إيلاء اهتمام أقل لتمويل بيض الملكة). وفي هذه الحالة، ينشأ تضارب في المصالح بين العمال والمستعمرة. يجب على العمال وضع البيض من أجل تمرير جيناتهم. ومع ذلك، كمستعمرة، وجود الملكة فقط للإنتاج يؤدي إلى إنتاجية أفضل. إذا سعى العمال إلى تمرير جيناتهم عن طريق وضع البيض، فإن أنشطة البحث عن الطعام سوف تتضاءل، مما يؤدي إلى انخفاض الموارد للمستعمرة بأكملها. وهذا بدوره يمكن أن يسبب مأساة من المشاعات، حيث يؤدي السلوك الأناني إلى استنزاف الموارد، مع ما يترتب على ذلك من عواقب سلبية على المدى الطويل. ومع ذلك، في مجتمعات النحل الطبيعي والدبابير، فقط 0.01٪ - 0.1٪ و 1٪ على التوالي من العمال تضع البيض، مما يشير إلى وجود استراتيجيات لمكافحة التحايل لمنع مأساة المشاعات. وقد أعطت هذه النظم الحشرية العلماء فرص لدراسة الاستراتيجيات التي تبقي التحايل في الاختيار. ويشار إلى هذه الاستراتيجيات عادة باسم استراتيجيات «الشرطة» عموما حيث تفرض تكاليف إضافية على التحايلاشين لثني أو القضاء على سلوكيات التحايل. على سبيل المثال، قد يأكل النحل العسل والدبابير البيض الذي ينتجه العمال. في بعض أنواع النمل  الصفراء، قد يحدثون الشرطة عن طريق العدوان نحو البيض أو قتل البيض وضع الأفراد لتقليل التحايل.

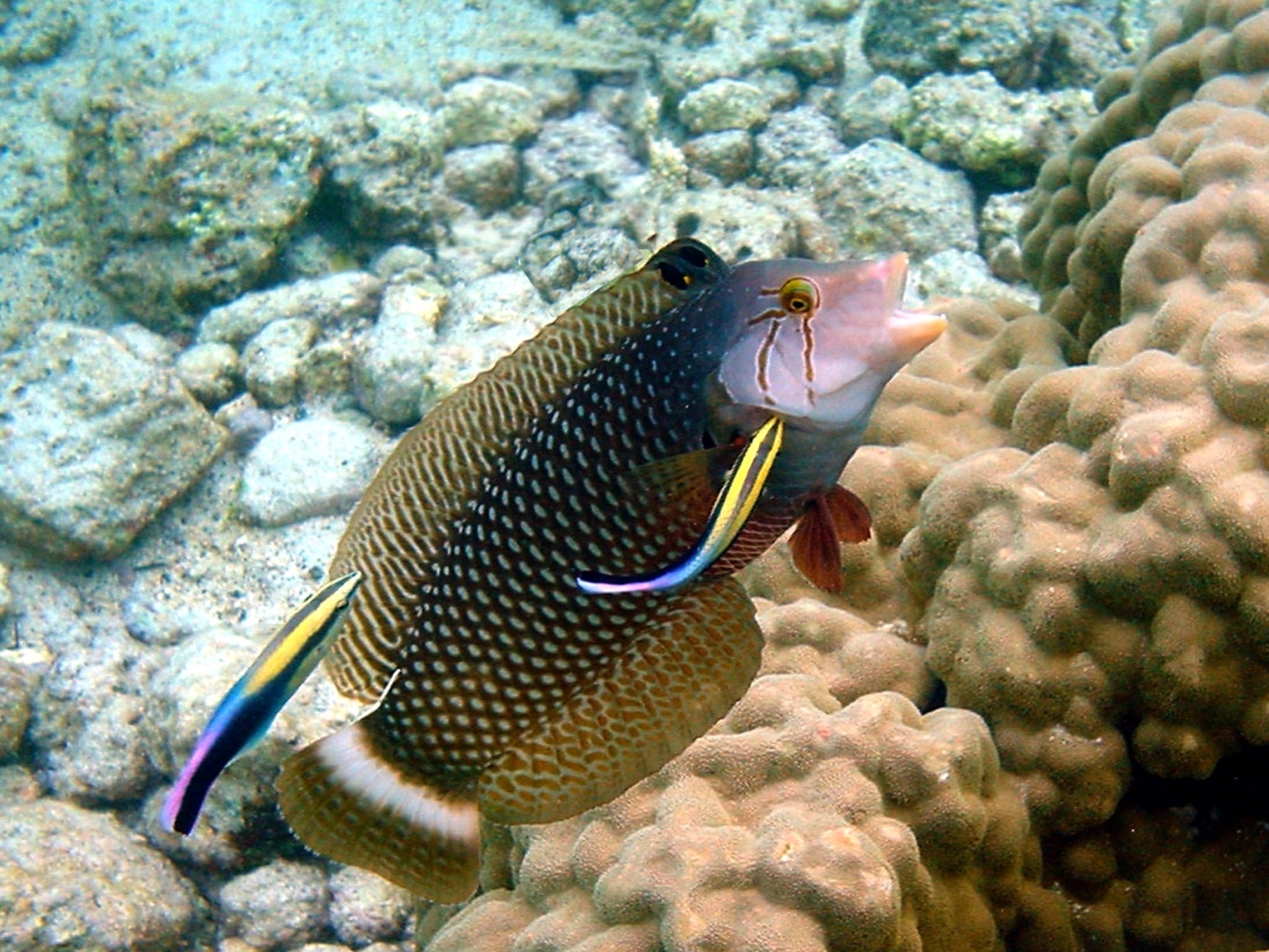
أسماك تم تنظيفها من قبل الرأس المنظفة الصغيرة على الشعاب المرجانية في هاواي

### في تنظيف التعايش
كثيرا ما يمثل تنظيف التعايش الذي يتطور بين الكائنات البحرية الصغيرة والكبيرة نماذج مفيدة لدراسة تطور التفاعلات الاجتماعية المستقرة والتحايل. في الأسماك تنظيف لابرويدس ديميدياتوس (رأس الخط الأزرق المنظف)، كما هو الحال في العديد من أنواع المنظفات، تسعى الأسماك العميلة لإزالة الطفيليات الخارجية من قبل عمال النظافة. في هذه الحالات، بدلا من التقاط الطفيليات على سطح الأسماك العميلة، يمكن أن يتحايل المنظف عن طريق تغذية النسيج العميل (طبقة المخاط، والمقاييس، وما إلى ذلك)، وبالتالي الحصول على فائدة إضافية من النظام التكافلي. وقد تم التوثيق جيدا أن عمال النظافة سوف يتغذون على المخاط عندما يكون زبائنهم غير قادرين على السيطرة على سلوك المنظف. ومع ذلك، في الظروف الطبيعية، والأسماك العميلة في كثير من الأحيان هزة، مطاردة بعد تحايل المنظفات، أو إنهاء التفاعلات عن طريقة السباحة، والسيطرة على سلوك التحايل. الدراسات التي تتحدث عن تنظيف التبادلية تشير عموما إلى أن سلوك التحايل غالبا ما يتم تعديله تبعا لنوع العميل. في تنظيف الجمبري، من المتوقع أن يحدث التحايل أقل في كثير من الأحيان لأن الجمبري يتحمل تكلفة أعلى إذا كان العميل استخدم العدوان للسيطرة على سلوك المنظف. وقد وجدت الدراسات أن أنواع المنظفات يمكن أن تعدل سلوك التحايل بشكل استراتيجي وفقا للمخاطر المحتملة المرتبطة بها. على سبيل المثال، العملاء المفترسين الذين يقدمون تكلفة عالية بشكل كبير للتحايل، لديهم خبرة سلوك أقل للتحايل. من ناحية أخرى، يقدم العملاء غير المصرح لهم تكلفة أقل للتحايل، وبالتالي تجربة المزيد من سلوكيات التحايل من عمال النظافة. وتشير بعض الأدلة إلى أن العمليات الفسيولوجية يمكن أن توسط قرار عمال النظافة للتبديل من التعاون إلى التحايل في التفاعلات المتبادلة. على سبيل المثال، في رأس الخط الأزرق المنظف، التغييرات في مستويات الكورتيزول ترتبط بتغيرات السلوك. بالنسبة للعملاء الأصغر حجما، زيادة مستويات الكورتيزول في الماء يؤدي إلى سلوك أكثر تعاونية، في حين بالنسبة للعملاء أكبر، نفس المعاملة تؤدي إلى سلوك أكثر شريف. وقد اقترح أن «السلوك الجيد» تجاه العملاء الأصغر سنا غالبا ما يسمحون للرؤوس بجذب عملاء أكبر كثيرا من مَن يتم خداعهم.

### نماذج أخرى

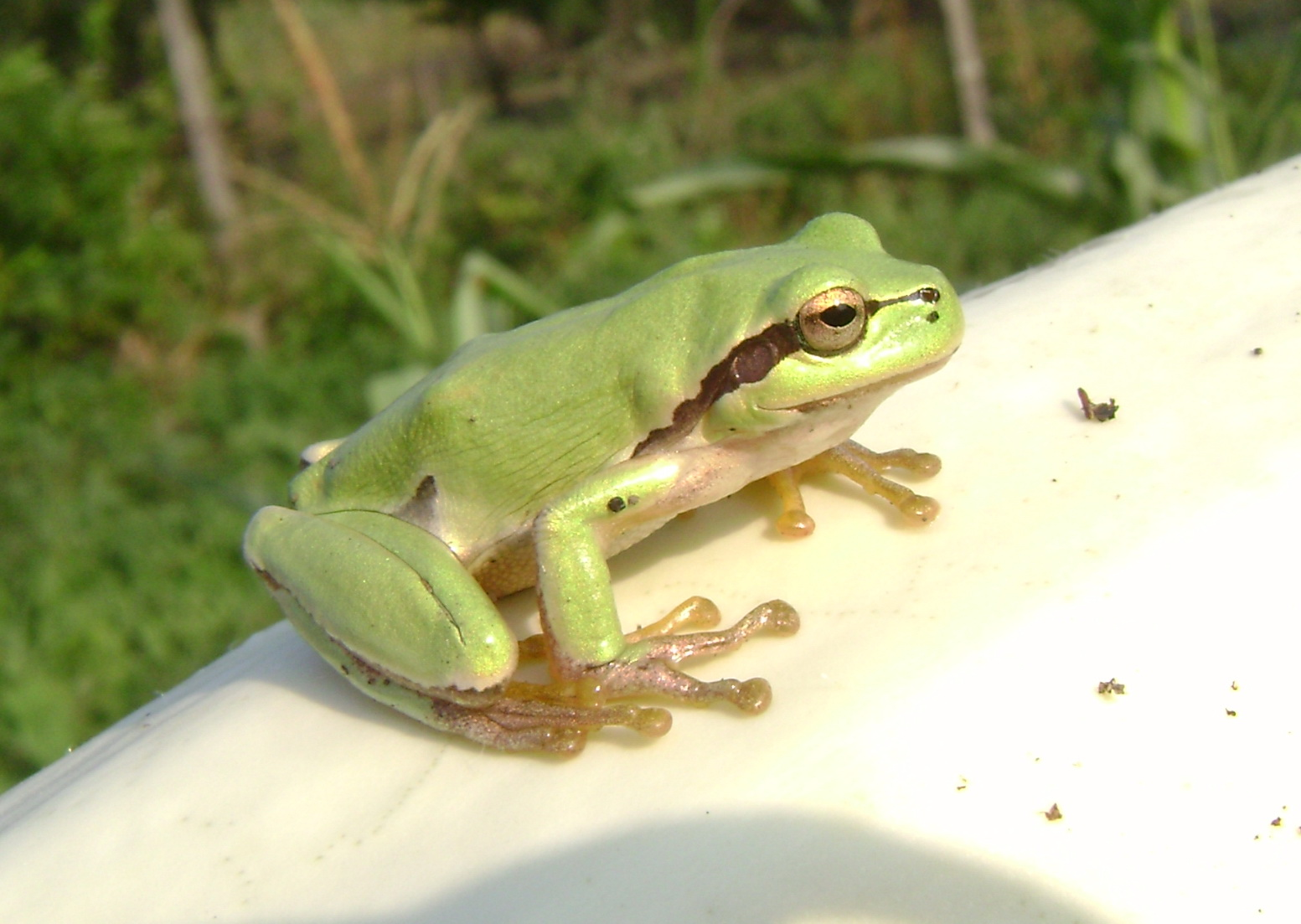
ضفدع الشجر الأوروبي

نماذج أخرى من التحايل تشمل ضفدع الشجر الأوروبي «هايلا أربوريا». في كثير من الأنواع التي تتكاثر جنسيا مثل هذا النوع، يمكن لبعض الذكور الوصول إلى زملائه من خلال استغلال الموارد من الذكور الأكثر قدرة على المنافسة. العديد من الأنواع لديها استراتيجيات إنجابية ديناميكية التي يمكن أن تتغير استجابة للتغيرات في البيئة. في هذه الحالات، تساهم عدة عوامل في قرار التحول بين استراتيجيات التزاوج. على سبيل المثال، في ضفدع الشجر الأوروبي، التنافس الجنسي  (ينظر إلى أن يكون جذاب من قبل الإناث) يميل الذكور إلى دعوة لجذب الاصحاب. وكثيرا ما يشار إلى ذلك باسم التكتيكات «البرجوازية». ومن ناحية أخرى، فإن الذكور الأصغر من المرجح أن يفشلوا في اجتذاب زملائهم باستخدام التكتيك البرجوازي سيميلون إلى إخفاء الذكور الجذابين ويحاولون الوصول إلى الإناث. في هذه الحالة، يمكن للذكور الوصول إلى الإناث دون الحاجة للدفاع عن الأراضي أو الحصول على موارد إضافية (والتي غالبا ما تكون بمثابة أساس للجاذبية). ويشار إلى ذلك باسم التكتيكات «الطفيلية»، حيث يخدع الذكور الأصغر سنا بطريقة فعالة للوصول إلى الإناث، بجني ثمار التكاثر الجنسي دون المساهمة بالموارد التي تجذب الإناث عادة. نماذج مثل هذه توفر أدوات قيمة للبحوث تهدف إلى القيود النشطة والإشارات البيئية التي تنطوي على التحايل. وتبين الدراسات أن استراتيجيات التزاوج قابلة للتكيف بدرجة كبيرة وتعتمد على مجموعة متنوعة من العوامل، مثل القدرة التنافسية، والتكاليف النشطة التي ينطوي عليها الدفاع عن الأراضي أو الحصول على الموارد.

## القيود والتدابير المضادة

### الظروف البيئية والتفاعلات الاجتماعية التي تؤثر على التحايل الميكروبي
تعتمد البكتيريا على كمية الحديد لعملياتها البيولوجية. ومع ذلك، يصعب أحيانا الوصول إلى الحديد في بيئات معينة مثل التربة. وقد كونت بعض البكتيريا حوامل الحديد، والجسيمات الخاصة بخياطة الحديد التي تسعى لإعادة الحديد للبكتيريا. حاملة الحديد ليست بالضرورة محددة لمنتجها - في بعض الأحيان فرد آخر يمكن أن يأخذ الجسيمات بدلا من صاحبها. الزائفة المتألقة هي بكتيريا موجودة عادة في التربة. تحت ظروف الحديد المنخفض، (P). المتألقة
تنتج حوامل حديد، وتحديدا بيوفيردين، لاسترداد الحديد اللازم للبقاء على قيد الحياة. ومع ذلك، عندما يتوفر الحديد بسهولة، إما من النشر بحرية في البيئة أو حوامل حديد بكتيريا أخرى، (P). عندما توقف المتألقة الإنتاج، يسمح للبكتيريا لتكريس طاقتها نحو النمو. وأظهرت إحدى الدراسات أنه عندما نمت المتألقة (P).
أشارت دراسات أخرى إلى أن سلوك التحايل (P). المتألقة يمكنها قمعه. في دراسة أخرى، تم دراسة سلالتين من المتألقة (P) في التربة وبيئتها الطبيعية. سلالة واحدة، والمعروفة باسم المنتج، أنتجت مستوى أعلى من حوامل الحديد، مما يعني أن سلالة أخرى، والمعروفة باسم غير المنتجين، توقفت إنتاج حامل الحديد لصالح استخدام حوامل الآخرين. على الرغم من أن الفرد يتوقع أن غير المنتج سيؤدي إلى إضعاف المنتج، مثل متألقة (P) و (S) أمبوفاسينس، أظهرت الدراسة أن غير المنتجين لم يتمكنوا من القيام بذلك في ظروف التربة، مما يشير إلى أن السلالتين يمكن أن تتعايشا. وقد أشارت تجارب أخرى إلى أن الوقاية من التحايل هذه قد تكون ناجمة عن تفاعلات مع الميكروبات الأخرى في التربة التي تؤثر على العلاقة أو البنية المكانية للتربة التي تحول دون انتشارها، وبالتالي تحد من قدرة غير المنتجين على استغلال حوامل حديد المنتج.

### ضغط الاختيار في البكتيريا
بحكم التعريف، الأفراد يتحايلون للحصول على فوائد لأن نظرائهم غير التحايلاشين لا يحصلوا. كيف يمكن بعد ذلك وجود نظام تعاوني في مواجهة هؤلاء التحايلاشين؟ إجابة واحدة هي أن التحايلاشين في الواقع لديهم انخفاض في الصلاحية بالمقارنة مع غير التحايلاشون. في دراسة قام بها دانديكار وآخرون، فحص الباحثون معدلات البقاء على قيد الحياة من التحايلاشين وغير التحايلاشين في البكتيريا (زائفة زنجارية) في ظل ظروف بيئية متفاوتة. وتستخدم هذه الكائنات الحية الدقيقة  نظاما للاتصالات الخلوية التي تسمى استشعار النصاب التي تكشف الكثافة السكانية وتحث على نسخ الموارد المختلفة عند الحاجة. في هذه الحالة، يتم تقاسم البروتياز التي تفكك مصدر الغذاء مثل الكازين، وهيدرولاز الأدينوسين المستخدم بشكل خاص، الذي يكسر مصدر آخر للأغذية. وتنشأ المشكلة عندما لا يستجيب بعض الأفراد («التحايلاشون») لإشارات الاستشعار هذه، وبالتالي لا يسهمون في إنتاج البروتيز المكلف بعد، ولكنهم يتمتعون بفوائد تقسيم الموارد.
عندما توضع مجموعات (P) الزنجارية في ظروف النمو حيث يكون التعاون (والاستجابة لإشارة النصاب) مكلفا، يزداد عدد التحايلاشين، وتستنزف الموارد العامة، والتي يمكن أن تؤدي إلى تراجيديا المشاع. ومع ذلك، عندما يتم وضع السكان (P) الزنجارية في ظروف النمو مع نسبة من الأدينوزين، يتم قمع التحايلاشون لأن البكتيريا التي تستجيب لإشارة النصاب تنتج الآن هيدرولاز الأدينوزين التي تستخدم بشكل خاص لأنفسهم لهضم مصدر غذاء الأدينوزين. في المجتمعات البرية حيث وجود الأدينوسين شئ شائع، وهذا هو شرح لكيفية أن الأفراد الذين يتعاونون يمكن أن يكون صلاحيتهم أعلى من تلك التي التحايل، وبالتالي يتم قمع التحايلاشين والحفاظ على التعاون.

### الشرطة / العقاب في الحشرات
التحايل أيضا أمر شائع في الحشرات. المجتمعات التي تبدو غريبة وجدت في الحشرات مثل النمل والنحل توفر فرصا كبيرة للتحايلاشين للاستفادة من النظام وتراكم فوائد إضافية على حساب المجتمع.

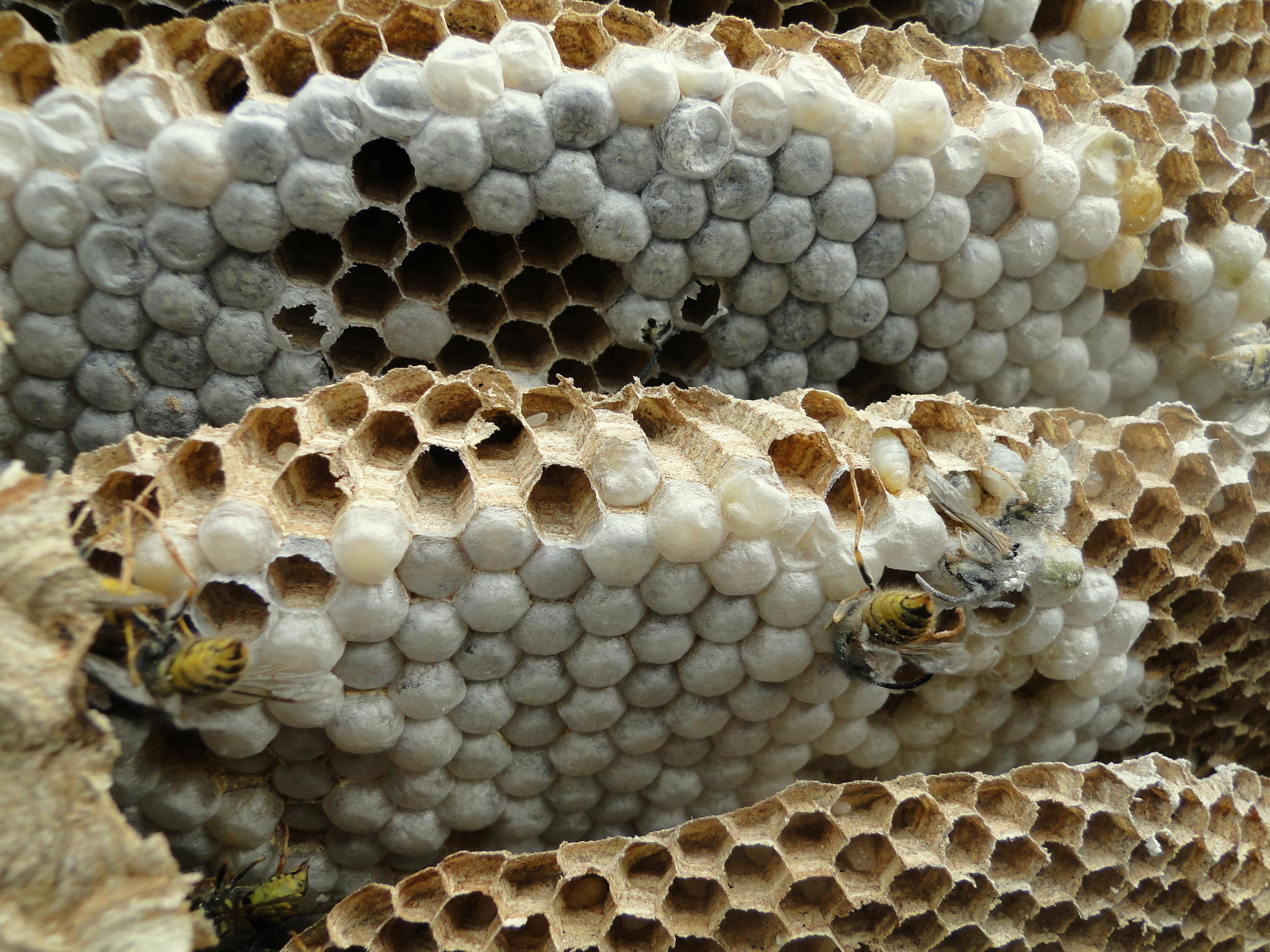
عشب دبور، مع بعض اليرقات

في بعض الأحيان، تسمى مستعمرة من الحشرات «خارقة» لقدرتها على أخذ خصائص أكبر من تلك التي لمجموع الأفراد. مستعمرة من الحشرات التي مختلف الأفراد المتخصصة لمهام محددة يعني زيادة إنتاج مستعمرة وكفاءة أكبر. وعلاوة على ذلك، استنادا إلى نظرية اختيار الأقارب، فإنه من المفيد بشكل جماعي لجميع الأفراد في المجتمع أن تكون الملكة واضعة البيض بدلا من عمال البيض. وذلك لأنه إذا وضع العمال البيض، فإنه يفيد عامل وضع البيض بشكل فردي، ولكن بقية العمال الآن تم إزالتهم مرتين من ذرية هذا العامل. لذلك، على الرغم من أنه من المفيد لفرد واحد أن يكون ذريته خاصة، فمن المفيد بشكل جماعي أن تكون الملكة واضعة البيض. ولذلك، يوجد نظام من الشرطة العاملة والملكة ضد عمال وضع البيض.